# 你的党
你的党是英国的一个左翼政党。“你的党”为临时名称。
2025年7月24日，该党宣布成立。该党的创始人是英国下议院独立议员杰里米·科尔宾和扎拉·苏尔塔纳，他们都曾是工党成员。目前，该党仍在组建过程中；党的正式名称预计将在2025年中后期召开的成立大会上决定；不过，一个提供注册功能的网站已经上线。
该党与独立联盟有关联——这是一个由英国下议院6名独立议员（包括科尔宾和苏尔塔纳）组成的議會黨團。